# 假山龙眼属
假山龙眼属（学名：Heliciopsis）是山龙眼科下的一个属。该属共有7种，分布于亚洲南部及东南部。